# Johann Castillon

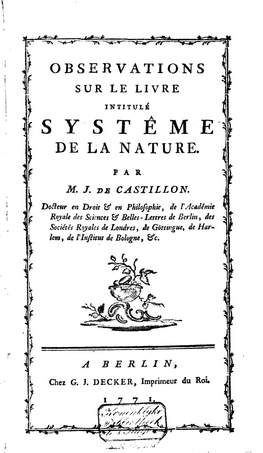
Castillon: Observations sur le livre intitulé Systême de la nature (1771)

Johann Castillon oder Giovanni Francesco Salvemini de Castillon, geboren als Giovanni Francesco Mauro Melchiorre Salvemini, (* 15. Januar 1708 in Castiglion Fiorentino, Toskana; † 11. Oktober 1791 in Berlin) war ein italienischer Mathematiker, Philosoph und Hochschullehrer.

## Leben
Giovanni Salvemini studierte in Pisa Mathematik und ging dann in die Schweiz, wo er seinen Namen änderte. Er lehrte in Lausanne und in Bern. 1751 ging er an die Universität Utrecht, um Mathematik und Astronomie zu lehren. Er erhielt 1754 eine Doktorstelle in Utrecht und wurde 1755 Professor. Drei Jahre später wurde er Rektor der Universität. 1764 ging er nach Berlin, wo er im darauf folgenden Jahr erster Astronom an der königlichen Berliner Sternwarte wurde. Seine ersten beiden Abhandlungen verfasste er über die Kardioide, der er diesen Namen gab. Er befasste sich auch mit Kegelschnitten und quadratischen Gleichungen. Castillon veröffentlichte den Briefwechsel zwischen Gottfried Wilhelm Leibniz und Johann I Bernoulli, bearbeitete Werke von Leonhard Euler und publizierte einen Kommentar zu Newtons Arithmetica Universalis. Er übersetzte auch Lockes Grundbegriffe der Physik ins Französische. 1753 wurde er Mitglied der Royal Society sowie der Akademie der Wissenschaften zu Göttingen und 1755 der Preußischen Akademie der Wissenschaften. Das einzige seiner Kinder, das ihn überlebte, war sein Sohn Frédéric de Castillon.

## Werke
- Discours sur l’origine de l’inégalité parmi les hommes (Gegenrede zu le Discours de Jean-Jacques Rousseau), 1756.
- Vie d’Apollonius de Tyane, par Philostrate, 1774.
- les Académiques de Cicéron, 1779, 2 Bände.
- Observations sur le système de la nature. Decker, Berlin, 1779.